# Valley of the Gods

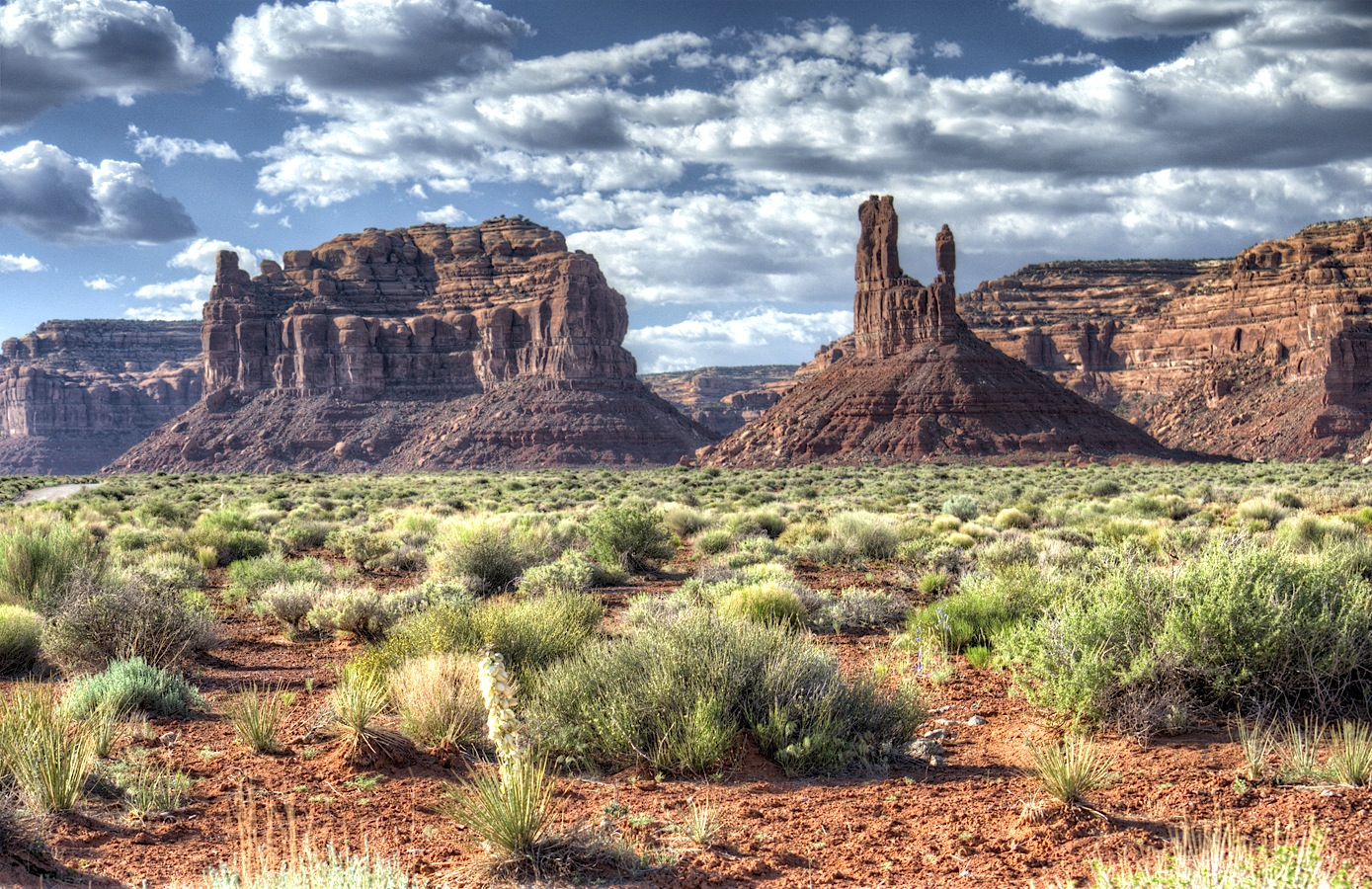
Valley of the Gods

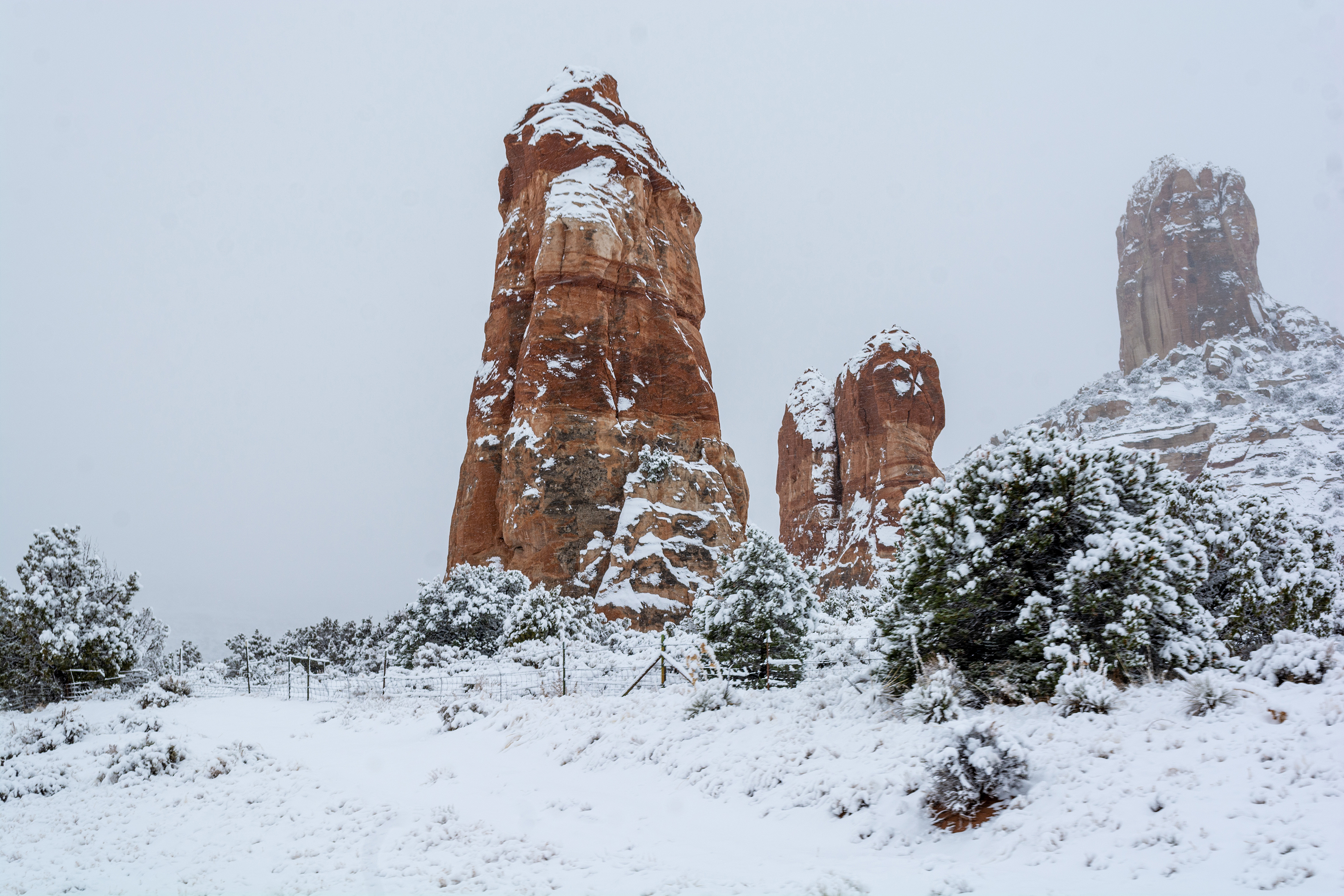
Valley of the Gods na neve em novembro de 2019

Valley of the Gods (ou em português, Vale dos Deuses) é um vale cênico de arenito perto de Mexican Hat, no Condado de San Juan, sudeste de Utah, Estados Unidos. Anteriormente parte do Monumento Nacional Bears Ears, o Valley of the Gods está localizado ao norte de Monument Valley, do outro lado do Rio San Juan, e tem formações rochosas semelhantes às de Monument Valley, com mesas altas e marrons avermelhadas, buttes, pináculos e rochas em forma de cogumelo, remanescentes de um paisagem antiga.  Em 4 de dezembro de 2017, o presidente Donald Trump emitiu uma proclamação que reduziu a área do Monumento Nacional Bears Ears, proclamado pelo presidente Barack Obama em dezembro de 2016, com novos limites de monumento que excluem o Vale dos Deuses. A área permanece protegida como terras públicas administradas como uma "Área de Preocupação Ambiental Crítica" e administradas pelo Bureau of Land Management (BLM), como era antes da designação do monumento. 

## Visão geral

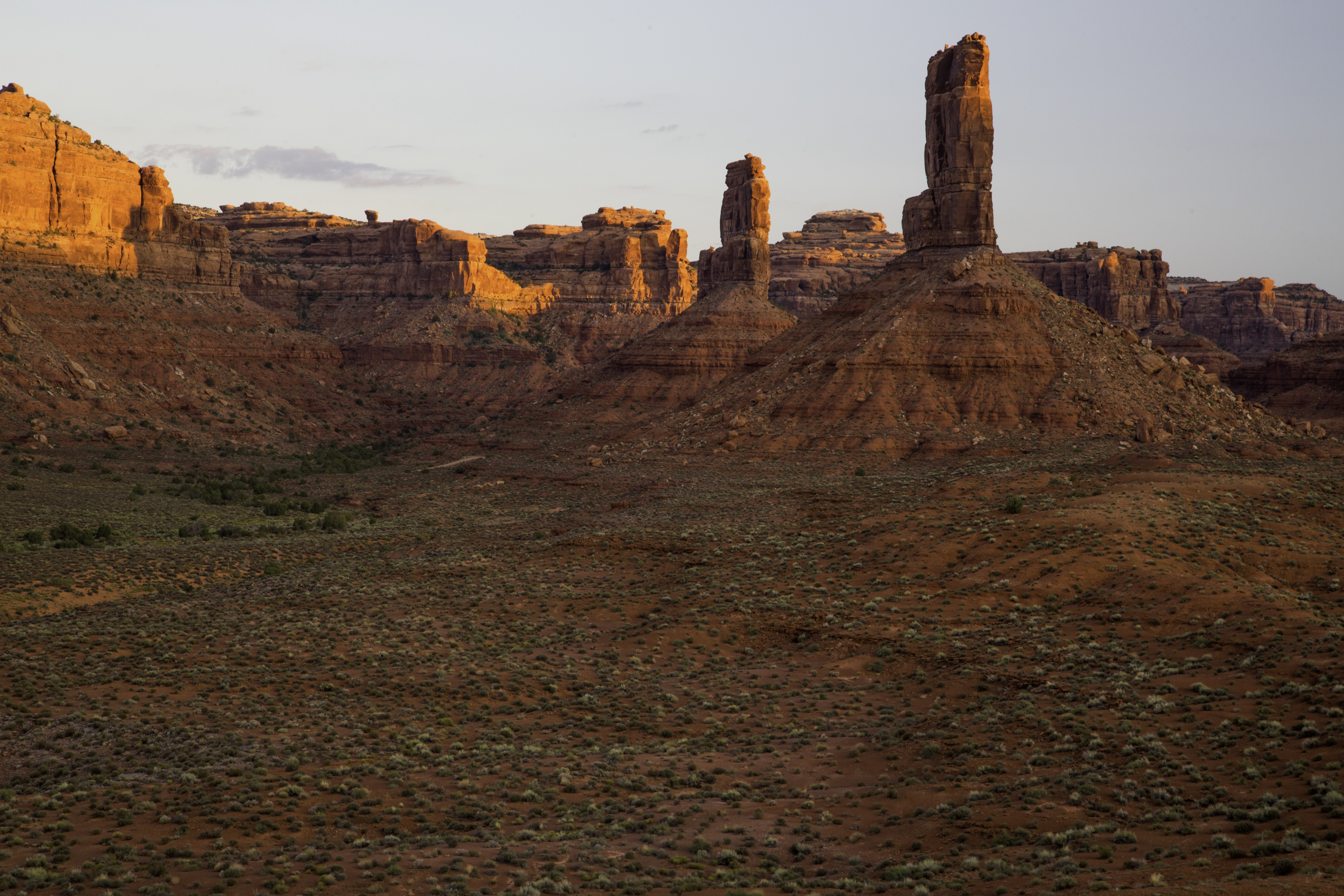
Torres de arenito

O Vale dos Deuses pode ser percorrido em um passeio de 17 mi (27 km) de estrada de cascalho (San Juan County Road 242) que contorna as formações. A estrada é bastante íngreme e acidentada em algumas partes, mas é transitável por veículos com tração nas quatro rodas em tempo seco. A extremidade oeste junta-se à autoestrada Utah State Route 261 pouco antes de sua subida de 1,200 ft (370 m) até a Cedar Mesa em Moki Dugway, enquanto a extremidade leste começa a 9 mi (14 km) da cidade de Mexican Hat ao longo da autoestrada US Route 163 e segue para o norte, cruzando inicialmente terreno plano e aberto e seguindo o curso de Lime Creek, antes de virar para oeste em direção aos montes e pináculos. Além da estrada de cascalho, a área também é cortada por trilhas de terra.
O vale é um terreno público administrado pelo Bureau of Land Management (BLM). Nenhuma taxa de entrada é cobrada e nenhum serviço é fornecido no vale. Acampamentos são permitidos em locais previamente utilizados, embora fogueiras não sejam permitidas.  

## Na cultura popular

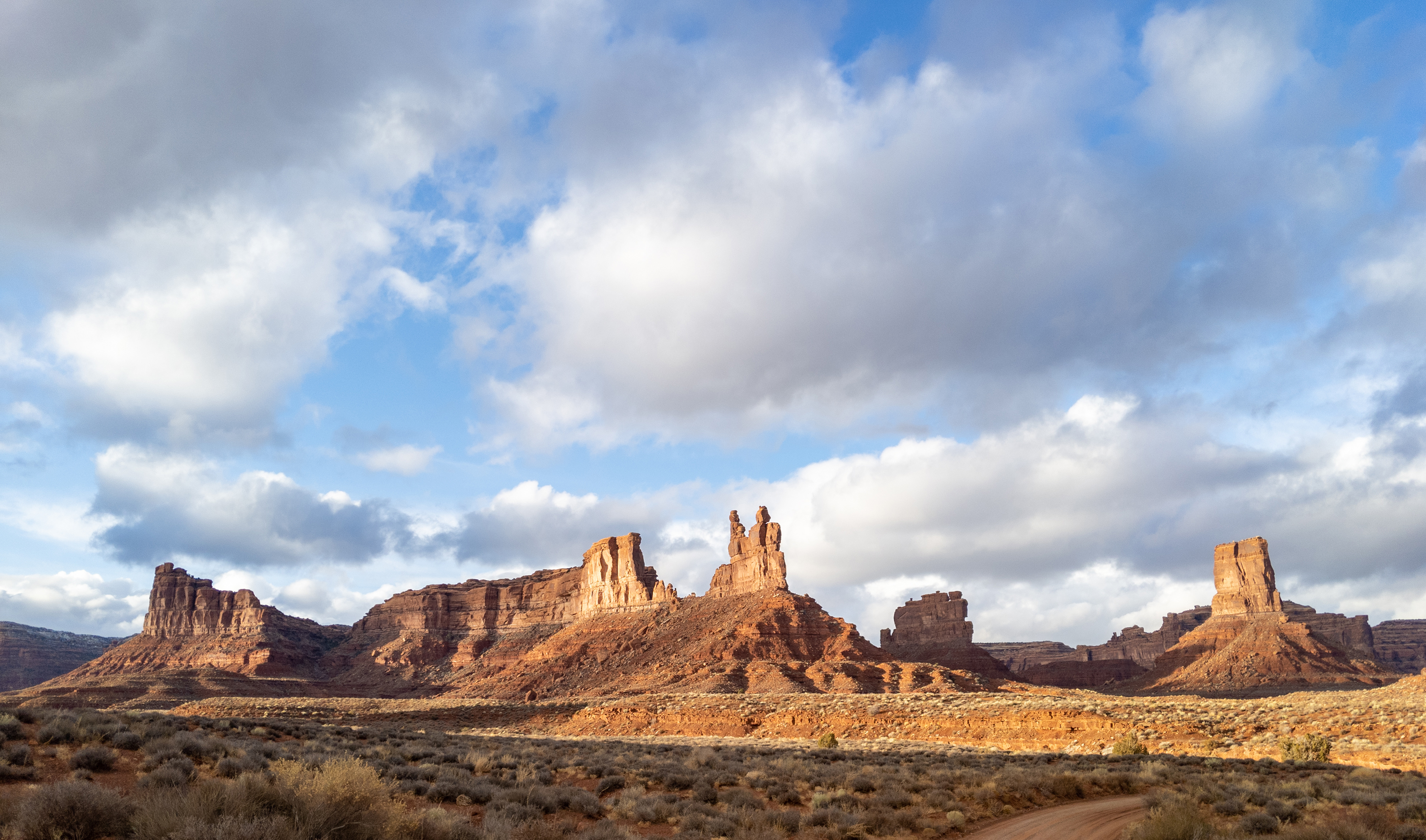
Vale dos Deuses, 2019

O vale tem sido usado como pano de fundo para filmes de faroeste, comerciais e programas de televisão, incluindo dois episódios do programa de ficção científica da BBC Doctor Who: "The Impossible Astronaut" e "Day of the Moon", o segundo dos quais inclui referência explícita na tela ao local da filmagem.   

O vale é o local titular do filme de mesmo nome do diretor Lech Majewski .